# Rosa Yassin Hassan

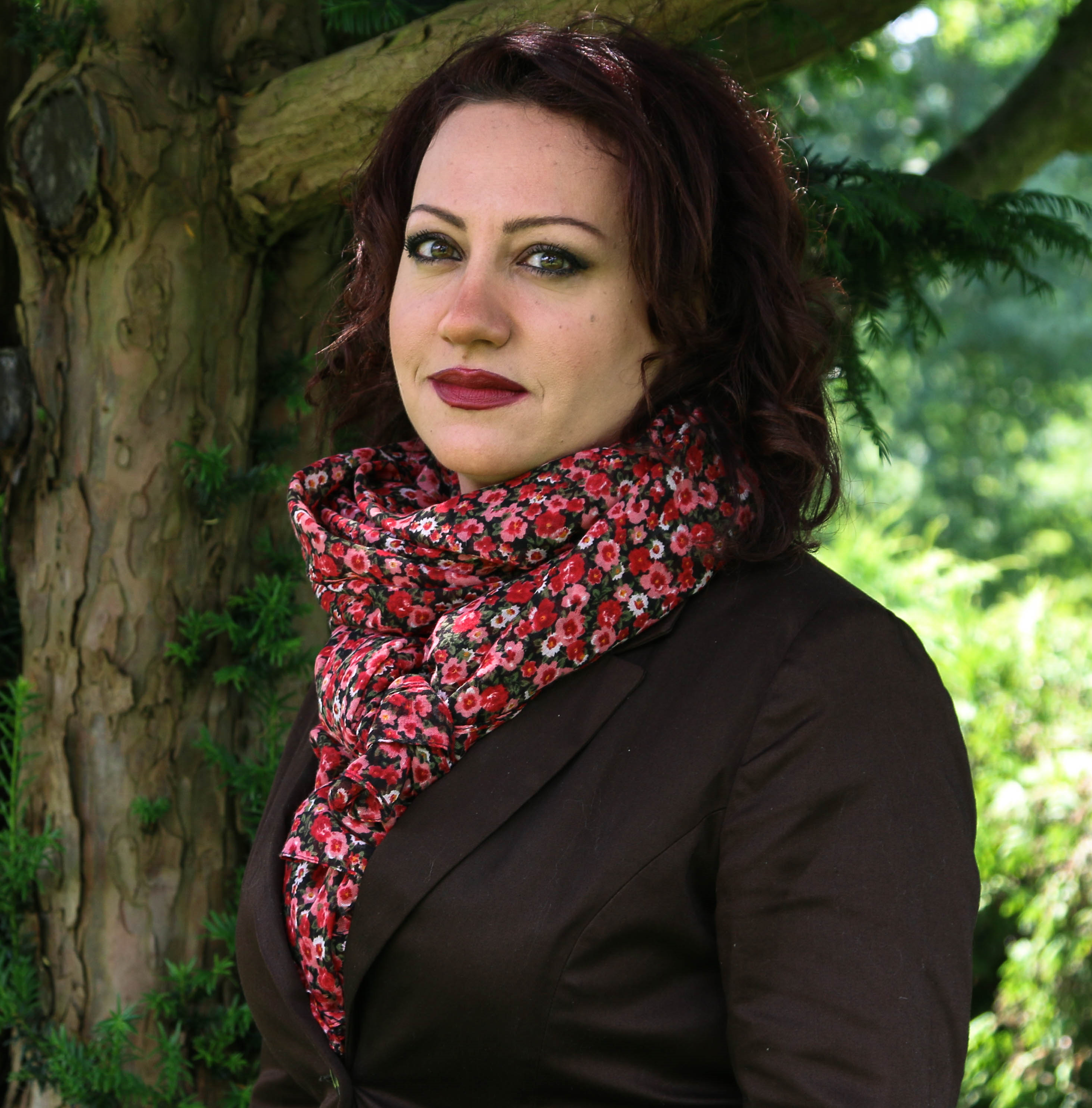
Rosa Yassin Hassan

Rosa Yassin Hassan (arabisch روزا ياسين حسن, DMG Rūzā Yāsīn Ḥasan; * 1. Dezember 1974 in Damaskus, Syrien) ist eine syrische Autorin und Menschenrechtsaktivistin. Ihre Werke zählen zur zeitgenössischen syrischen Exilliteratur.

## Leben
Yassin wurde 1974 in Damaskus geboren und machte 1998 ihren Abschluss im Fach Architektur. Seit den 1990er Jahren schrieb sie Kurzgeschichten und Romane. Sie ist eine Frauenrechtlerin und gründete die syrische Vereinigung Frauen für Demokratie. 2009 nahm sie an dem Schreibwettbewerb für 39 arabische Autoren unter 40 Jahren teil, der in Beirut von der UNESCO unter dem Titel Beirut 39 ausgelobt worden war.
Über die Entwicklungen in Syrien während des Bürgerkrieges im Juni und Juli 2012 schrieb sie am 13. August 2012 in der Frankfurter Allgemeinen Zeitung.
Mithilfe der Heinrich-Böll-Stiftung gelang der Autorin im Herbst 2012 die Flucht nach Deutschland. Danach war sie Gast der Hamburger Stiftung für politisch Verfolgte.

## Preise und Auszeichnungen
- 1992 und 1994: Syrischer Literaturpreis, Kategorie: Kurzgeschichte
- 2017 Aufenthaltsstipendium der Künstlerresidenz Chretzeturm, Stein am Rhein[6]

## Werke
- مجموعة قصصية بعنوان: سماء ملوثة بالضوء, Damaskus 2000.

(Ein lichtverseuchter Himmel. Kurzgeschichten.)
- أبنوس, Damaskus 2004.
  - deutsch: Ebenholz, Roman. Aus dem Arabischen von Riem Tisini. Alawi Verlag, Köln 2010, ISBN 978-3-941822-02-3.[7]
- نيغاتيف: من ذاكرة المعتقلات السياسيات (رواية توثيقية), Damaskus 2008.

(Negativ: Die Gedächtniskraft der weiblichen politischen Gefangenen. [Tatsachenroman].)
- حراس الهواء, Beirut 2009. (Huras al-Hawa)
  - deutsch: Wächter der Lüfte. Roman. Aus dem Arabischen von Stephan Milich und Christine Battermann. Alawi Verlag, Köln 2013, ISBN 978-3-941822-10-8.[8]
- بروفا: رواية,
  - deutsch: Beirut, 2011, ISBN 978-9953-21-506-8.
- Eine fatale Sprayaktion: die Geschichte dreier Freunde in Syrien. Jugendbuch, aus dem Arabischen von Larissa Bender. SJW Schweizerisches Jugendschriftenwerk, Zürich 2017, ISBN 978-3-7269-0094-6